# Pan (Zeitschrift)
PAN waren zwei Kunstzeitschriften, die von 1895 bis 1900 und von 1910 bis 1915 in Berlin erschienen.

## PAN (1895–1900)

### Geschichte
Im April 1895 erschien die erste Ausgabe der Zeitschrift PAN durch Otto Julius Bierbaum und Julius Meier-Graefe. Das erste Titelblatt trug einen von Franz von Stuck entworfenen Panskopf. Nach ihrer Absetzung im Herbst 1895 wurde Cäsar Flaischlen der für die Zeitschrift verantwortlich zeichnende Redakteur, was er bis zum letzten der 21 Hefte des Blattes blieb.

### Grafiken

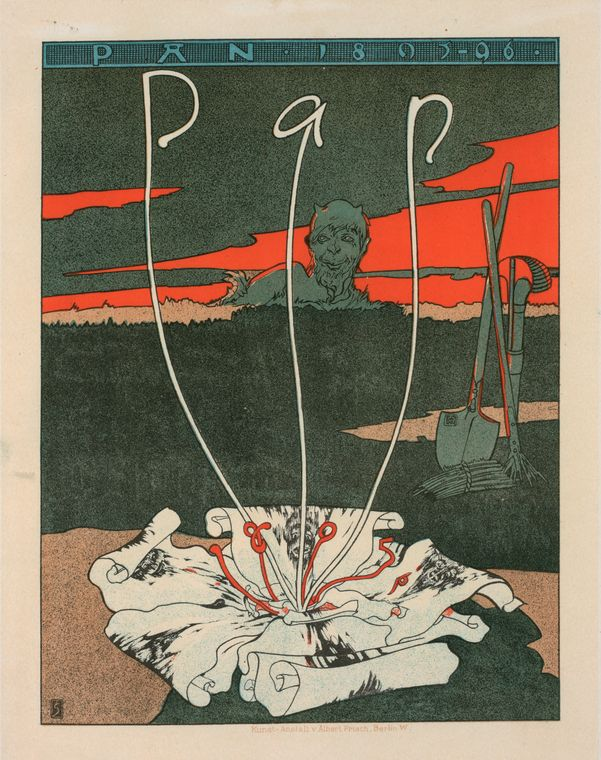
Werbeplakat 1895/96 von Joseph Sattler

PAN gilt als das wichtigste Organ des Jugendstils in Deutschland. Die Zeitschrift druckte zahlreiche von bekannten, aber auch von noch unbekannten jungen Künstlern entworfene Illustrationen. Dazu kamen ganzseitige Originalgrafiken, eine schlichte, moderne Typografie sowie Vignetten und andere Zierelemente. Zu den bekanntesten Künstlern, die im PAN veröffentlichten, gehörten Franz von Stuck, Félix Vallotton, dessen Holzschnitte durch Veröffentlichungen im PAN erst einer größeren Öffentlichkeit bekannt wurden, sowie Thomas Theodor Heine. Weitere bedeutende Bildende Künstler des PAN waren Henry van de Velde, Max Klinger, Ludwig von Hofmann, Max Liebermann, Otto Eckmann, Hans Baluschek und Walter Leistikow.

### Erzählungen und Gedichte
Literarisch fanden sich in der Zeitschrift PAN Erzählungen und Gedichte, die dem Symbolismus, dem Naturalismus sowie dem Impressionismus zugeordnet werden, sowie auch viele Werke, die keinem Epochenbegriff zugeordnet werden können. Die Zeitschrift verkörperte die Anfänge der literarischen Moderne in ihrer ganzen Vielfalt wie auch in ihrer Widersprüchlichkeit. Zu den wichtigsten Autoren gehörten neben Otto Julius Bierbaum, Max Dauthendey, Richard Dehmel und Arno Holz.

### Kunstgewerbe
PAN veröffentlichte auch Berichte zu Entwicklungen des Kunstgewerbes. So wurden zum Beispiel Möbelentwürfe von Henry van de Velde gedruckt, sowie Aufsätze von ihm. Peter Behrens war mit zwei Holzschnitten vertreten, unter anderem seinem berühmten Kuss. Aufsätze über Teppiche, Rahmen, Fenster, Exlibris, Chap-Books, Bucheinbände und andere kunstgewerbliche Objekte wurden über die Jahre veröffentlicht. Dies entsprach maßgeblich den Wünschen der führenden Persönlichkeiten des PAN-Aufsichtsrates.

### Persönlichkeiten
Aufsichtsratsmitglieder
- Eberhard von Bodenhausen
- Harry Graf Kessler
- Wilhelm von Bode
- Alfred Lichtwark

## PAN (1910–1915)
1910 wurde  die literarische Zeitschrift PAN als Halbmonatsschrift unter der Leitung des Berliner Kunsthändlers und Verlegers Paul Cassirer neu gegründet. Alleiniger Herausgeber war ab 1912 Alfred Kerr. Ab 1913 bis zur endgültigen Einstellung im Jahr 1915 erschien die Zeitschrift PAN nur noch unregelmäßig.
Die neue Zeitschrift unterschied sich stark von der alten, da sie ausschließlich Literatur veröffentlichte. Auch war sie kleineren Formats und weniger luxuriös ausgestattet.

### Zeitschrift 1895–1900
- Max Koss: The Art of the Periodical. Pan, Print Culture and the Birth of Modern Design. Dissertation. The University of Chicago. ProQuest Dissertations Publishing, 2019. 22585232.
- Anne Schulten: Eros des Nordens: Rezeption und Vermittlung skandinavischer Kunst im Kontext der Zeitschrift Pan, 1895–1900. Frankfurt am Main 2009, ISBN 978-3-631-58018-9.
- Jutta Thamer: Zwischen Historismus und Jugendstil. zur Ausstattung der Zeitschrift Pan (1895–1900). Lang, Frankfurt am Main 1980, ISBN 3-8204-6659-2.
- Gisela Henze: Der Pan. Geschichte und Profil einer Zeitschrift der Jahrhundertwende. Dissertation. Freiburg im Breisgau 1974.

### Zeitschrift 1910–1915
- Donatelle Germanese: Pan (1910–1915). Schriftsteller im Kontext einer Zeitschrift. Würzburg 2000, ISBN 3-8260-1755-2.
- Alfred Kerr: PAN Vierter Jahrgang No. 2/3 1. April 1915. Inhalt: Acht Gedichte. Hyperionverlag, Berlin; Redaktion: Grunewald.